# David Helán
David Helán (* 20. dubna 1979 Brno) je český umělec, výtvarník a performer.

## Vzdělání
V letech 2004–2010 studoval na Akademii výtvarných umění, kde působil v Ateliéru konceptuální tvorby, jenž vedl prof. Miloš Šejn. Své vzdělání si v tomto období doplnil různými stážemi v Česku (2008–2009 Stáž v ateliéru Intermédiií u prof. Milana Knížáka) i v zahraničí (2008 Stáž Middlesex University London, 2009 Stáž Cooper Union New York).

## Dílo
David Helán ve své tvorbě navazuje na konceptuální tendence druhé poloviny 20. století. Rozptyl jeho tvorby je velmi široký. Zahrnuje nejrůznější performance, video-performance, akční umění, instalace, práci s fotografií, výtvarným uměním i novými médii a jejich fúzemi. Jméno Davida Helána je také často spojováno s umělcem Davidem Hřivňackým, se kterým pořádají různé performance povětšinou v prostorách galerií. Příznačné pro společnou práci Helána a Hřivňackého je využití dadaistických principů, spontánní bezprostřednosti, experimentu a humoru.

## Samostatné výstavy

### 2008
- Dravověda, galerie Vyšehrad, host Jitka Nesnídalová
- Převážně před školou, akademický klub Piano
- Havárie horkovodu, mobilní Galerie Cell před Akademií výtvarných umění, Praha
- Nechci vědět víc o tvých stěžejních projektech ani žádných jiných, Galerie Jelení Praha

### 2009
- Superdžungle – Level 1, Galerie mladých, BKC, Brno

### 2010
- Phantomimiq, Podesta, Nová scéna Národního divadla, Praha
- Slovník cizích slov, Galerie 100 m3, Všetaty u Mělníka

### 2011
- Situace 6, Galerie Pavilon, Praha
- Elascendence I., Ukradená galerie, Český Krumlov
- Encyklopedeia, Pomalý bar, Brno
- Public Transcendence (Phantorama), úvodní výstava projektu Glasscheibe, Galerie Petra Vaňková, Berlin, Německo

## Společné výstavy

### 2000
- Výstava k 80. výročí Gymnázia Tišnov, Gymnázium Tišnov, Tišnov

### 2003
- Zimní vzory, klub Mýdlo, Brno

### 2006
- -16 a +60, Galerie Akademie výtvarných umění, Praha
- Možná přijde i Kačenka, výstava studentů AVU, Galerie P+P, Praha
- Jemný řez, výstava Ateliéru konceptuální tvorby, Galerie Akademie výtvarných umění, Praha

### 2007
- Síť,výstava ateliéru konceptuální tvorby, Galerie Akademie výtvarných umění, Praha

### 2008
- Cargo 2008, přehlídka českého umění Sofie, Bulharsko
- Videocamp, Letenská pláň, Praha
- Videorart Is Dead, přehídka videa památník Vítkov, Můstek, mobilní galerie Cell, Praha
- Koncentrát, Galerie Crux Brandýs nad Labem
- Second Year Show, Middlesex University London, Velká Británie
- Můj šálek čaje, Galerie Akademie výtvarných umění, Praha

### 2009
- Exchange Students Exhibition, Cooper Union, New York, USA
- Už není co bývalo, Galerie Akademie výtvarných umění, Praha
- 19 Years After, Česká ambasáda, Berlin, Německo

### 2010
- Start Point Selection, Galerie Národní technické knihovny, Praha
- Art Fair, MeetFactory, Praha
- Dny otevřených dveří v Galerii Jelení, 56 min a 16 sec z depozitáře Galerie Jelení, Galerie Jelení, Praha
- PHA X OVA, Galerie Aula, Favu Brno
- Start Point 2010, prize for emerging artists, GASK Kutná Hora, Czech Republic
- Koncentrát III. – Nejskromější umění, Galerie Crux, Brandýs nad Labem
- Sochy v zahradách, Květná zahrada, Kroměříž,
- Diplomanti AVU 2010, Národní galerie, Praha
- Videotage, výstava video a media artu České republiky, Hongkong

### 2011
- Artyčok Art Fair II, Divus Prager Kabaret, Praha
- Pátý přes devátý, galerie Trafačka, Praha
- Kauzalita funkce, pivovar Lobeč, Lobeč
- 1+(1+1)+1, MeetFactory, Praha
- Kaple Liběchov, Liběchov
- Sochy v zahradách, Květná zahrada, Kroměříž
- Koncentrát IV., Made by Readmade, Chemistry Gallery, Praha
- Koncentrát IV., Made by Readymade, Galerie Crux, Brandýs nad Labem
- VKV, Artbanka museum mladého umění, Praha
- Performance Lab, s Pavlou Scerankovou, Dox, Praha

### 2012
- Koncentrát V., „A4“, Crux Gallery, Brandýs nad Labem
- Concentrado V., „A4“, Galeria Apis, Rio de Janeiro, Brasilie
- Vytvrzení 02, Galerie Umakart, Brno
- Pracoviště Technopata, Galerie Orlovna, Stará vodárna, Kroměříž
- Sochy v zahradách. Kasárna, Květná zahrada, Kroměříž
- Cabaret Vougaire, Perla Mode-Divo Institut, Zurich, Zwitzerland
- Nitro intro, Nitrianská galéria, Nitra, Slovensko
- Rajská zahrada, UKG, náplavka Český Krumlov
- Kolaboratorio Vol.2, Lázně Elektrických podniků Vltavská, Praha
- Máte doma mola., s Ivanem Svobodou, Galéria Enter, Bratislava
- Umělec je vyvolený, GalerieTIC, Brno
- Holešovice Fashion Market, Praha
- Želvy imidža, Galerie Akademie výtvarných umění, Praha

### 2019
- Doba plastová, Východočeská galerie v Pardubicích, Zámek, Pardubice, 26. června – 6. října 2019[1][2]

## Performance na výstavách

### 2005
- Klauzury intermedia-koncert skupiny Věřící
- vernisáž výstavy Míši Petrů se skupinou Věřící, galerie Via Art, Praha

### 2006
- Performativní presetace generovaných falešných diplomek, výstava „Jemný řez“, Galerie Akademie výtvarných umění, Praha

### 2010
- Telepaties, performance s Davidem Hřivňackým pro BTV při komentované prohlídce v Galerii Aula, Favu Brno performance „Zateplení Global“,
- výstava „PHA X OVA“ Galerie Aula, Favu Brno
- performativní presentace textu vernisáž výstavy „Vlhko nebo zázrak“, Galerie Půda, Jihlava
- neohlášená performance „Sem se rozšoup se šerošou“, výstava Roboondra, Galerie Trafačka, Praha, 2010
- Performance Malého triku a dlouhého vyprávění, s Milošem Šejnem, výstava Kantorský rodokmen, Mendelovo muzeum, Brno

### 2011
- „Vysvětlování“,s Davidem Hřivňackým, Galerie 207, VŠUP, Praha
- „Ortesa“, OFF Intersection (Quadrienalle of Unqulified), s Milošem Šejnem, Galerie Trafačka Praha
- „Studio Camerata“, s Davidem Hřivňackým, vernisáž výstavy „Sochy v zahradách, Květná zahrada Kroměříž
- „David Bowie 3D“, s Davidem Hřivňackým, DOX, Praha

### 2012
- Desperando Language Christening, Cabaret Voulgaire, Perla Mode, Zurich, Zwitzerland
- Nitranské pití čaje, Nitrianská Galeria, Nitra, Slovenská Republika
- uvedení výstavy „Tajga Bezděskaja“, s Milošem Šejnem, katedra Environmentálních studií FSS MU, Brno
- „Puch sebezáchodu (Soap performance)“, Lázně Elektrických závodů Vltavská, Prah
- „Analýza na kulturní přítomnost“, Galéria Enter, Bratislava
- „Omnia Jam“, s Davidem Hřivňackým, knihkupectví Polí5, Praha
- „Stand Art“, dálnice D1, s Davidem Hřivňackým

## Ocenění
- 2006 Ateliérová cena
- 2008 Třetí cena kategorie amatér festival amatérského filmu Aerokraťas
- 2010 Finalista Start Point, Mezinárodní kolo-Henkel Art.Award

## Tisk a recenze
- 2009 ČT 2, pořad „Kultura.cz“, portrét „ Konceptuální umělec David Helán“
- 2009 Časopis Ateliér 1/ 2009 , „Cargo 2008 - ve veřejném prostoru zahraničních měst“
- 2010 Telepaties, záznam performance pro Btv, upoutávka k výstavě PHA X OVA
- 2011 ČT2, Kultura.cz, „Sochy v zahradách II“
- 2012 Umenie, STV 2, reportáž z výstavy Máme doma mola, Radio Galerie, s Romanem Štětinou, Radio Vltava